# C. Henry Gordon
C. Henry Gordon, pseudonimo di Henry Racke (New York, 17 giugno 1883 – Los Angeles, 3 dicembre 1940), è stato un attore statunitense.

## Biografia
Nativo di New York, Gordon arrivò alla recitazione quasi per caso, quando accompagnò sua sorella a una prova per uno spettacolo teatrale. Il regista gli fece leggere una parte e presto divenne membro fisso di una compagnia. Durante gli anni venti fece numerose apparizioni a Broadway in lavori quali The Shanghai Gesture, in cui interpretò il ruolo del principe Oshima in due diverse rappresentazioni, la prima nel 1926 e la seconda nel 1928.
Lavorò per la prima volta in un film nel 1911, quando si trovava ancora a New York, ed ebbe una breve ma intensa carriera a Hollywood come interprete caratterista, comparendo in 79 pellicole tra il 1930 e il 1940, spesso in ruoli di vilain, come Surat Khan ne La carica dei seicento (1936), al fianco di Errol Flynn, o di uomini di legge come l'ispettore Ben Guarino in Scarface - Lo sfregiato (1932) di Howard Hawks. Tra gli altri personaggi da lui interpretati, da ricordare il granduca Igor in Rasputin e l'imperatrice (1932) di Richard Boleslawski, Filippo II di Francia nell'avventura in costume I crociati (1935) di Cecil B. DeMille, e il principe Poniatowski in Maria Walewska (1937) di Clarence Brown.
Gordon morì all'Hollywood Hospital di Los Angeles il 3 dicembre 1940, dopo aver subito l'amputazione di una gamba a seguito di una trombosi.

## Filmografia parziale
- La spia (Renegades), regia di Victor Fleming (1930)
- La crociera del delitto (Charlie Chan Carries On), regia di Hamilton MacFadden (1931)
- Il cammello nero (The Black Camel), regia di Hamilton MacFadden (1931)
- L'artiglio rosa (Honor of the Family), regia di Lloyd Bacon (1931)
- Mata Hari, regia di George Fitzmaurice (1931)
- La rosa del Texas (The Gay Caballero), regia di Alfred L. Werker (1932)
- Scarface - Lo sfregiato (Scarface), regia di Howard Hawks (1932)
- Giuro di dire la verità (State's Attorney), regia di George Archainbaud (1932)
- Spia bionda (Roar of the Dragon), regia di Wesley Ruggles (1932)
- The Crooked Circle, regia di H. Bruce Humberstone (1932)
- Kongo, regia di William J. Cowen (1932)
- Rasputin e l'imperatrice (Rasputin and the Empress), regia di Richard Boleslawski (1932)
- Il figlio dell'amore (The Secret of Madame Blanche), regia di Charles Brabin (1933)
- Gabriel Over the White House, regia di Gregory La Cava (1933)
- Temporale all'alba (Storm at Daybreak), regia di Richard Boleslawski (1933)
- Orizzonti di fuoco (The Devil's in Love), regia di William Dieterle (1933)
- Il caso dell'avvocato Durant (Penthouse), regia di W. S. Van Dyke (1933)
- Figlia d'arte (Stage Mother), regia di Charles Brabin (1933)
- Volo di notte (Night Flight), regia di Clarence Brown (1933)
- Amanti fuggitivi (Fugitive Lovers), regia di Richard Boleslawski (1934)
- La sirena del fiume (Lazy River), regia di George B. Seitz (1934)
- Uomini in bianco (Men in White), regia di Richard Boleslawski (1934)
- Gli amori di una spia (Stamboul Quest), regia di Sam Wood (1934)
- Il rifugio (Hide-Out), regia di W. S. Van Dyke (1934)
- I crociati (The Crusades), regia di Cecil B. DeMille (1935)
- Sotto due bandiere (Under Two Flags), regia di Frank Lloyd (1936)
- La carica dei seicento (The Charge of the Light Brigade), regia di Michael Curtiz (1936)
- Fiamme sul Marocco (Trouble in Morocco), regia di Ernest B. Schoedsack (1937)
- Charlie Chan alle Olimpiadi (Charlie Chan at the Olympics), regia di H. Bruce Humberstone (1937)
- La miniera misteriosa (Trapped by G-Men), regia di Lewis D. Collins (1937)
- Sophie Lang Goes West, regia di Charles Reisner (1937)
- Maria Walewska (Conquest), regia di Clarence Brown (1937)
- Ed ora... sposiamoci! (Stand-In), regia di Tay Garnett (1937)
- La rivincita di Tarzan (Tarzan's Revenge), regia di D. Ross Lederman (1938)
- La bambola nera (The Black Doll), regia di Otis Garrett (1938)
- La voce nell'ombra (Long Shot), regia di Charles Lamont (1939)
- Le avventure di Cisco Kid (The Return of the Cisco Kid), regia di Herbert I. Leeds (1939)
- La strage di Alamo (Man of Conquest), regia di George Nicholls Jr. (1939)
- Charlie Chan e la città al buio (City in Darkness), regia di Herbert I. Leeds (1939)
- Kit Carson la grande cavalcata (Kit Carson), regia di George B. Seitz (1940)
- Charlie Chan al museo delle cere (Charlie Chan at the Wax Museum), regia di Lynn Shores (1940)

## Doppiatori italiani
- Leo Garavaglia in Gli amori di una spia
- Amilcare Pettinelli in I crociati
- Lauro Gazzolo in La carica dei seicento
- Giorgio Piazza in Scarface - Lo sfregiato (1º ridoppiaggio)
- Sergio Lucchetti in Scarface - Lo sfregiato (2º ridoppiaggio)
- Gino Pagnani in Ed ora... sposiamoci! (ridoppiaggio)